# Râul Hotarului, Someș
Râul Hotarului este un curs de apă, afluent al râului Someș. 

## Hărți
- Harta județului Cluj